# Museo del Club Estudiantes de La Plata
El Museo del Club Estudiantes de La Plata es un museo situado en las instalaciones de la Sede Social del Club Estudiantes de La Plata, en La Plata, Buenos Aires, que exhibe trofeos conquistados por la sección de fútbol de la institución, a lo largo de la historia, y todo tipo de objetos relacionados con sus equipos, jugadores, simpatizantes y masa societaria.

## Historia
El Museo del Club Estudiantes de La Plata fue inaugurado en octubre de 2018, al cumplirse el 50° aniversario de la conquista de la Copa Intercontinental 1968, con una muestra especial sobre esa edición de la competencia futbolística organizada por la CSF y la UEFA y ganada por Estudiantes de La Plata.
Si bien las instalaciones del Museo fueron inauguradas en 2018, comenzó a funcionar como Subcomisión de la Secretaría de Cultura del club en 2013. Contiene exposiciones permanentes en el salón principal, donde se resume la historia del Club Estudiantes de La Plata desde su fundación, en 1905, y muestras temporales, en una sala contigua. Posee, asimismo, un anexo con exposiciones temporarias en la platea oficial del Estadio Jorge Luis Hirschi, reinaugurado en 2019.
Anualmente, el Museo del Club Estudiantes de La Plata participa de La Noche de los Museos a la Luz de la Luna, que se organiza en la ciudad de La Plata, en el mes de noviembre. También integra la Red de Museos y Asociaciones (Musas) de las localidades de La Plata, Berisso, Ensenada y Magdalena.
El Museo se propone, institucionalmente, proteger, valorar y difundir el patrimonio cultural del club, a la vez de ampliar la investigación y el enriquecimiento de su acervo cultural.

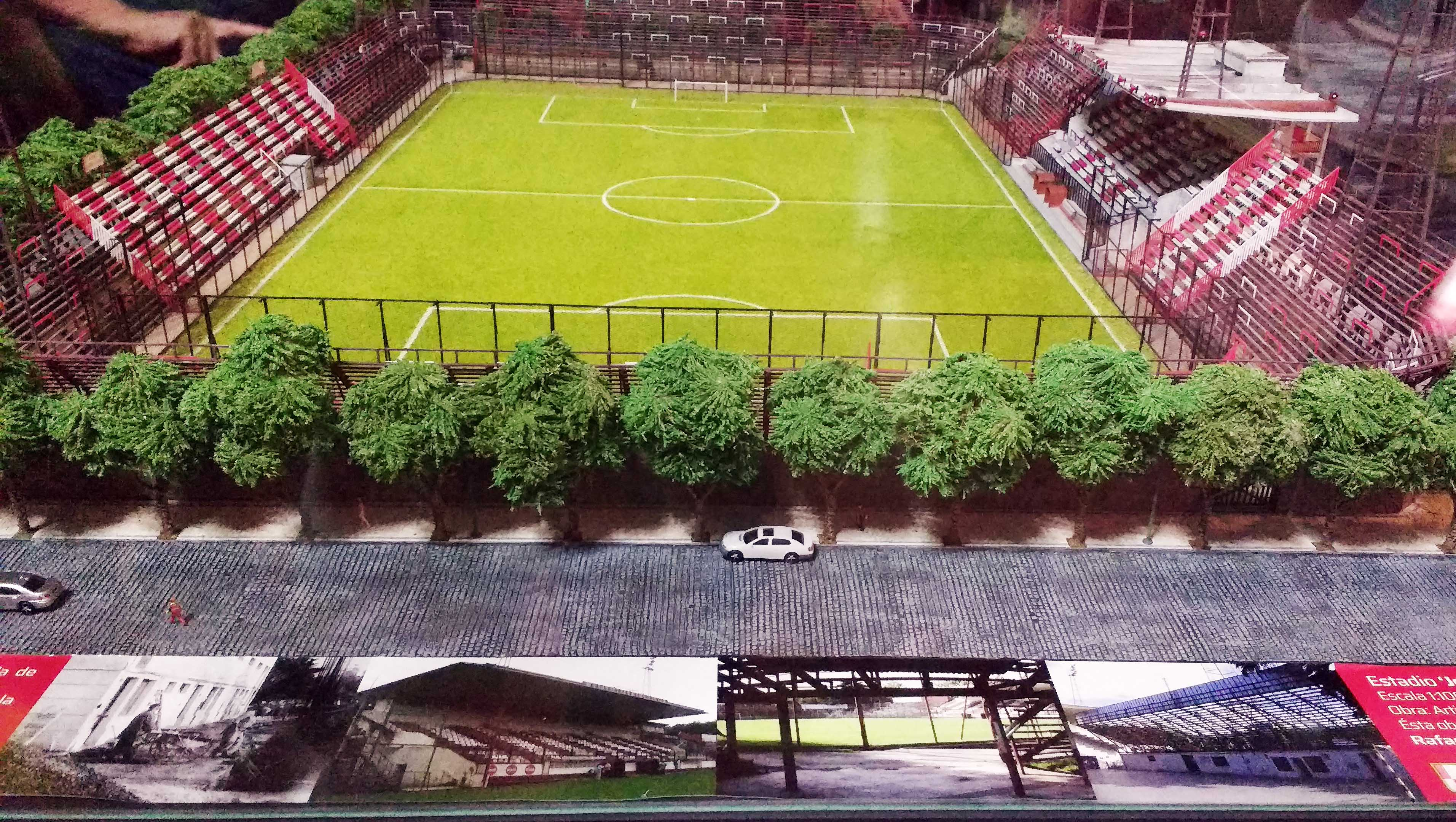
Maqueta del viejo Estadio Jorge Luis Hirschi diseñada por el escenógrafo Zacarías Gianni
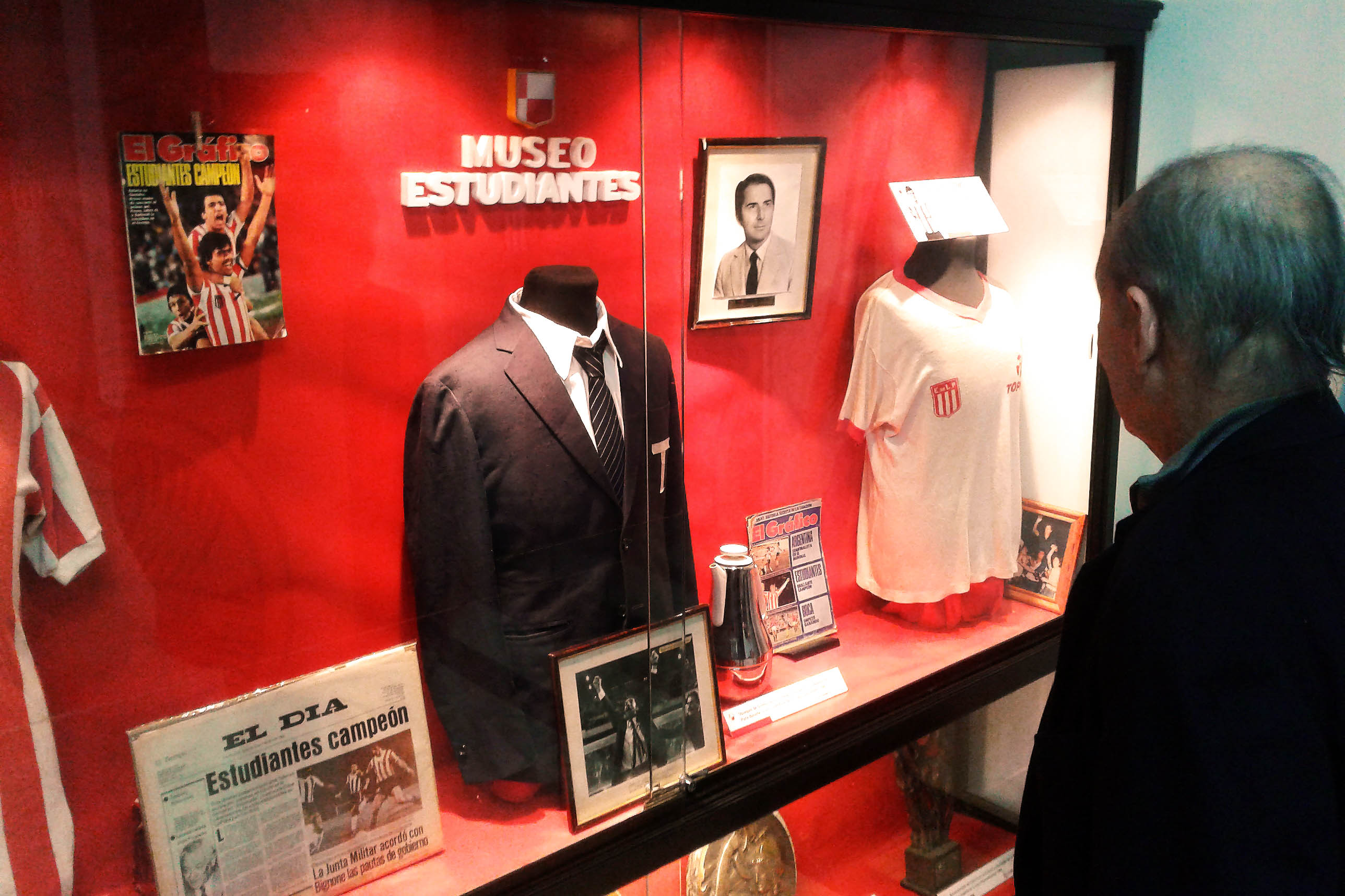
Alejandro Sabella, exentrenador y jugador de Estudiantes de La Plata, recorriendo el Museo
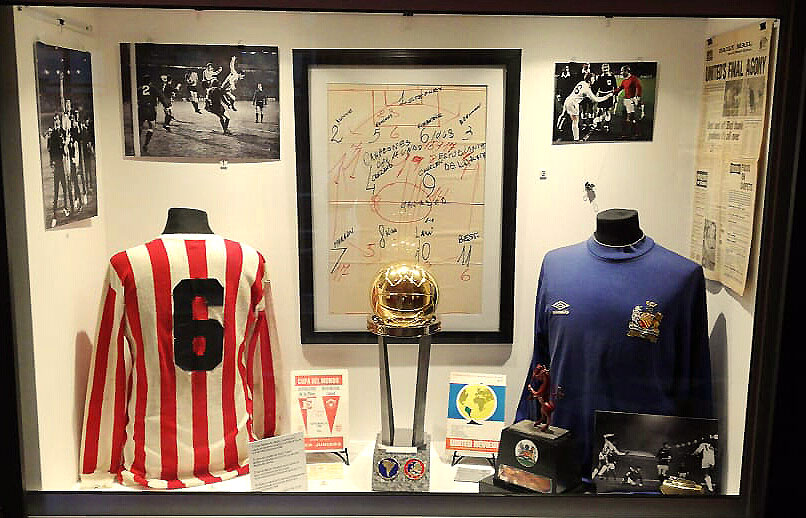
Vitrina de la conquista de la Copa Intercontinental 1968, con la camiseta de Oscar Malbernat

## Cómo llegar

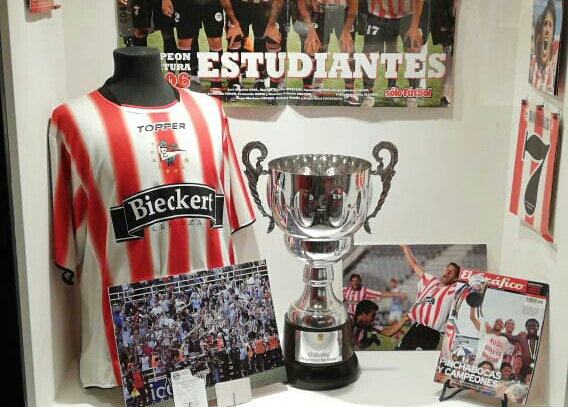
Trofeo oficial del Torneo Apertura 2006 exhibido en el Museo de Estudiantes.

Los trofeos obtenidos por la Copa Argentina 2023 y la Copa de la Liga 2024.

Transporte público de La Plata: la totalidad de las líneas de colectivos urbanos, que confluyen en Plaza San Martín, en la intersección de avenida 7 entre las avenidas 51 y 53.

## Horarios
Las instalaciones del museo permanecen abiertas en el horario central de funcionamiento de la Sede Social del Club Estudiantes de La Plata, de 8h-21h, de lunes a sábado.